# Bombylius deserticola
Bombylius deserticola är en tvåvingeart som beskrevs av Paramonov 1940. Bombylius deserticola ingår i släktet Bombylius och familjen svävflugor. Inga underarter finns listade i Catalogue of Life.